# الألعاب الآسيوية البارالمبية 2022
دورة الألعاب البارالمبية الآسيوية 2022 (بالصينية: 2022年亚洲残疾人运动会)، والمعروفة أيضًا باسم دورة الألعاب البارالمبية الآسيوية الرابعة والمعروفة أيضًا باسم دورة الألعاب البارالمبية الآسيوية هانغتشو 2022. كانت هذه دورة رياضية متعددة أقيمت بالتوازي مع دورة الألعاب الآسيوية 2022 للرياضيين الآسيويين من ذوي الإعاقة في هانغتشو، تشجيانغ، الصين من 22 إلى 28 أكتوبر 2023. كانت هانغتشو المدينة الصينية الثانية التي تستضيف دورة الألعاب البارالمبية الآسيوية، بعد قوانغتشو في 2010.
كان من المقرر أن تقام الدورة في الأصل من 9 إلى 15 أكتوبر 2022، ولكن تأجلت إلى 2023 في 17 مايو 2022 بسبب جائحة فيروس كورونا نتيجة لتأجيل دورة الألعاب الأولمبية الصيفية 2020 في طوكيو إلى 2021.

## المدينة المضيفة
كما هو التقليد منذ 2010، تُقام دورة الألعاب البارالمبية الآسيوية عادةً بعد كل دورة ألعاب آسيوية في نفس البلد المضيف. في 16 سبتمبر 2018، أعلنت اللجنة البارالمبية الآسيوية أن هانغتشو في جيجيانغ، الصين، ستستضيف النسخة الرابعة من دورة الألعاب البارالمبية الآسيوية بعد زيارة تمت في يوليو. وكانت المدينة قد حصلت مسبقًا على حق استضافة دورة الألعاب الآسيوية 2022 في 16 سبتمبر 2015 من قبل المجلس الأولمبي الآسيوي.

## التطوير والاستعدادات

### التسويق

#### الشعار
كشف عن الشعار الرسمي لدورة الألعاب البارالمبية الآسيوية 2022، "التقدم الدائم"، في 2 مارس 2020. يظهر فيه رياضي على كرسي متحرك يتقدم على مضمار للركض مع 10 خطوط شبه قوسية تشبه موجات نهر تشيانتانغ المتدفقة. وذكر اللجنة المنظمة أن الشعار يعكس "البطولة السامية للرياضيين البارالمبيين في المثابرة وتحدي أنفسهم".

#### التميمة
كشف عن التميمة الرسمية للدورة "فاي فاي" (飞飞)، وهي شخصية مستوحاة من طائر إلهي في ثقافة ليانغتشو والذي يُعد رمزًا للسعادة في الأساطير المحلية، عبر الإنترنت في 16 أبريل 2020. يشير "الطيران" الأول إلى رحلة الطائر، حيث يسمح له السماء العالية بالتحليق، مما يعني وجود جو جيد من التسامح والاحترام والصداقة في المجتمع البشري. أما "الطيران" الثاني فيشير إلى الحالة العقلية للرياضيين ذوي الإعاقة الذين يطاردون أحلامهم ويتفوقون على أنفسهم. تحمل "فاي فاي" نمطًا من ثقافة ليانغتشو حول جسمها من الأجنحة إلى الخدين، وحرف "i" على تاجها الذي يمثل الذكاء وهانغتشو كمدينة الإنترنت، والذي يومض عندما تكون سعيدة أو تمارس الرياضة. يزين صدرها حلقة مكونة من 45 نقطة تمثل أعضاء اللجنة البارالمبية الآسيوية (APC)، مع شعار الدورة في المركز. وتُوصف بأنها تمثل مزيجًا من تراث هانغتشو والدفع نحو الابتكار التكنولوجي ورسولًا للفرح والتميز الثقافي.

#### الميداليات
في 14 يوليو 2023، مع بدء العد التنازلي لمئة يوم قبل دورة الألعاب البارالمبية الآسيوية الرابعة، تم الكشف عن تصميم الميداليات الذي أُطلق عليه اسم "نعمة الأوسمانثوس" (بالصينية: 桂子). اشتُق الاسم من قصيدة غنائية من زمن أسرة تانغ نظمها الشاعر-الحاكم لمدينة هانغتشو منذ ألف عام، وجاء في أحد أبياتها: "حول معابد الجبل، أبحث عن أزهار الأوسمانثوس التي تسقط من القمر" ((بالصينية: 山寺月中寻桂子)). كان تصميم الميدالية مزيجًا من حجري اليشم المختلفين: الدائرة الخضراء بي والمربع الأصفر كونغ في ثقافة ليانغتشو، وهما يرمزان إلى السماء والأرض على التوالي. يزين وجه الميدالية شعار الدورة محاطًا بأزهار الأوسمانثوس - زهرة مدينة هانغتشو، بينما يحمل الجانب الخلفي شعار اللجنة البارالمبية الآسيوية محاطًا بأحرف برايل واسم الدورة باللغتين الصينية والإنجليزية.

### الشعلة
استُلهم تصميم "إكليل الغار" من عرض لتاريخ الحضارة الصينية الممتد لخمسة آلاف عام ومن ثقافة "ليانغتشو يو كونغ" وزهرة الأوسمانثوس - زهرة هانغتشو. يتم احترام "ليانغتشو يو كونغ" كمصدر للثقافة، كعطية السماء والأرض، والطريق الذي يربط بين القديم والحديث؛ ورائحة زهرة الأوسمانثوس الهانغتشوية الفواحة ترمز إلى فكرة الإشراق، الانسجام، التحسين الذاتي والمشاركة.

### تتابع الشعلة
تم إيقاد شعلة دورة الألعاب البارالمبية الآسيوية 2022 في متحف الثقافة الرياضية في قوانغتشو، قوانغتشو، في 12 أكتوبر. وجابت الشعلة بعض المدن في هانغتشو مثل تشونآن وجيانده في 19 أكتوبر، ثم تونغلو وفويانغ في 20 أكتوبر، وشياوشان في 21 أكتوبر، لتصل أخيرًا إلى استاد حديقة هانغتشو الرياضية في 22 أكتوبر.

### الأماكن
في ديسمبر 2021، أعلنت اللجنة البارالمبية الآسيوية أن 19 مكانًا نهائيًا أصبحت جاهزة لاستضافة دورة الألعاب البارالمبية الآسيوية القادمة.

## الاحتفالات

### حفل الافتتاح
أقيم حفل افتتاح دورة الألعاب البارالمبية الآسيوية 2022 في 22 أكتوبر 2023، في استاد حديقة هانغتشو الرياضية في هانغتشو، الصين. أشرف على إخراج الحفل شا شياولان، أحد المخرجين المساعدين لحفل افتتاح واختتام الألعاب الأولمبية الشتوية 2022 والألعاب البارالمبية الشتوية 2022 التي أُقيمت في بكين. حضر الحفل نائب رئيس وزراء جمهورية الصين الشعبية دينغ شيوشيانغ، وبعض القادة الأجانب الآسيويين، ورئيس اللجنة البارالمبية الدولية أندرو بارسونز. وكان آخر من حمل الشعلة السباحة البارالمبية الصينية الحاصلة على الميدالية الذهبية شو جالينغ، التي أشعلت المرجل لتبدأ الألعاب.

### حفل الختام
أُقيم حفل ختام دورة الألعاب البارالمبية الآسيوية 2022 في 28 أكتوبر 2023. اختُتم الحفل بعد تسعة أيام من المنافسات و566 حدثًا في استاد حديقة هانغتشو الرياضية في هانغتشو، الصين.

## الألعاب

### الرياضات
شهدت الألعاب إقامة 501 حدثًا للميداليات الذهبية في 22 رياضة (ضمن 23 تخصصًا)، بما في ذلك التايكوندو البارالمبي، الكانو البارالمبي، ورياضة الـ "غو"، التي تم إدراجها لأول مرة في برنامج الألعاب. بعد غيابهما عن النسخة السابقة، عادت رياضتا كرة القدم للمكفوفين والتجديف، اللتان لم تكونا مدرجتين في الألعاب البارالمبية الآسيوية 2018. قررت اللجنة المنظمة إسقاط منافسات البولينغ التي أقيمت في النسخ الثلاث السابقة بسبب نقص الأماكن المتاحة، إضافةً إلى التغييرات في برنامج الألعاب الآسيوية 2022. كما شمل البرنامج رياضتين غير بارالمبيتين: البولينغ على العشب والرياضات العقلية (الشطرنج والغو).
يجدر بالذكر أن 431 من أصل 501 حدثًا أدرج في برنامج الألعاب البارالمبية الصيفية 2020 وستكون كذلك في الألعاب البارالمبية الصيفية 2024.
تغيير آخر مقارنة بعام 2018 هو انخفاض عدد الأحداث من 566 إلى 501. ومع ذلك، كان هذا نتيجة لانخفاض عدد النهائيات بسبب الإلغاء نتيجة لعدم تسجيل عدد كافٍ من الرياضيين أو نتيجة لإعادة تصنيف وظيفي لعدة رياضيين ودمج الفئات. لذلك، خطط المنظمون للتنافس في 566 نهائيًا.
| \| \| - الرماية (14) [23] - ألعاب القوى (141) [24] - تنس الريشة (22) [25] - ألعاب الطاولة (27) - شطرنج (24)[26] - Go (3)[27] - Boccia (11) [28] - Canoeing (10) [29] - Cycling (30) [30] - Road (15) - Track (15) - Football 5-a-side (1) [31] - Goalball (2) [32] \| - Judo (16) [33] - Lawn bowls (18) [34] - Powerlifting (20) [35] - Rowing (5) [36] - Sitting volleyball (2) [37] - Shooting (13) [38] - Swimming (97) [39] - Table tennis (36) [40] - Taekwondo (10) [41] - Wheelchair basketball (2) [42] - Wheelchair fencing (18) [43] - Wheelchair tennis (6) [44] \| | | |
| | - الرماية (14) - ألعاب القوى (141) - تنس الريشة (22) - ألعاب الطاولة (27) - شطرنج (24) - Go (3) - Boccia (11) - Canoeing (10) - Cycling (30) - Road (15) - Track (15) - Football 5-a-side (1) - Goalball (2) | - Judo (16) - Lawn bowls (18) - Powerlifting (20) - Rowing (5) - Sitting volleyball (2) - Shooting (13) - Swimming (97) - Table tennis (36) - Taekwondo (10) - Wheelchair basketball (2) - Wheelchair fencing (18) - Wheelchair tennis (6) |

### Events
مَصْدَر:
| #       | رياضات       | أحداث | ذهبية | فضية | برونزية | المجموع | إدخالات         | الفائزون بالميداليات | جداول الميداليات |
| ------- | ------------ | ----- | ----- | ---- | ------- | ------- | --------------- | -------------------- | ---------------- |
| 1       | Archery      | 14    | 14    | 13   | 12      | 39      | [ 46 ] [ 47 ]   | [ 48 ]               | [ 49 ]           |
| 2       | Athletics    | 141   | 141   | 142  | 132     | 415     | [ 50 ]          | [ 51 ]               | [ 52 ]           |
| 3       | Badminton    | 22    | 22    | 22   | 42      | 86      | [ 53 ]          | [ 54 ]               | [ 55 ]           |
| 4       | Boccia       | 11    | 11    | 11   | 11      | 33      | [ 56 ]          | [ 57 ]               | [ 58 ]           |
| 5       | Chess        | 24    | 24    | 24   | 24      | 72      | [ 59 ]          | [ 60 ]               | [ 61 ]           |
| 6       | Canoe        | 10    | 10    | 10   | 10      | 30      | [ 62 ]          | [ 63 ]               | [ 64 ]           |
| 7       | Cycling      | 30    | 30    | 28   | 27      | 85      | [ 65 ] [ 66 ]   | [ 67 ]               | [ 68 ]           |
| 8       | B Football   | 1     | 1     | 1    | 1       | 3       | [ 69 ]          | [ 70 ]               | [ 71 ]           |
| 9       | Goalball     | 2     | 2     | 2    | 2       | 6       | [ 72 ]          | [ 73 ] [ 74 ]        | [ 75 ]           |
| 10      | Judo         | 16    | 16    | 16   | 27      | 59      | [ 76 ]          | [ 77 ]               | [ 78 ]           |
| 11      | Bowls        | 18    | 18    | 18   | 18      | 54      | [ 79 ]          | [ 80 ]               | [ 81 ]           |
| 12      | Go           | 3     | 3     | 3    | 3       | 9       | [ 82 ]          | [ 83 ]               | [ 84 ]           |
| 13      | Powerlifting | 20    | 20    | 20   | 20      | 60      | [ 85 ]          | [ 86 ]               | [ 87 ]           |
| 14      | Rowing       | 5     | 5     | 5    | 5       | 15      | [ 88 ]          | [ 89 ]               | [ 90 ] [ 91 ]    |
| 15      | Shooting     | 13    | 13    | 13   | 13      | 39      | [ 92 ]          | [ 93 ]               | [ 94 ]           |
| 16      | Swimming     | 97    | 98    | 97   | 96      | 291     | [ 95 ]          | [ 96 ]               | [ 97 ]           |
| 17      | Taekwondo    | 10    | 10    | 10   | 20      | 40      | [ 98 ]          | [ 99 ]               | [ 100 ]          |
| 18      | Table Tennis | 36    | 36    | 36   | 69      | 141     | [ 101 ]         | [ 102 ]              | [ 103 ]          |
| 19      | Volleyball   | 2     | 2     | 2    | 2       | 6       | [ 104 ]         | [ 105 ]              | [ 106 ]          |
| 20      | Basketball   | 2     | 2     | 2    | 2       | 6       | [ 107 ] [ 108 ] | [ 109 ]              | [ 110 ]          |
| 21      | Fencing      | 18    | 18    | 18   | 30      | 66      | [ 111 ]         | [ 112 ]              | [ 113 ]          |
| 22      | Tennis       | 6     | 6     | 6    | 6       | 18      | [ 114 ]         | [ 115 ]              | [ 116 ]          |
| المَجْموع | المَجْموع      | 501   | 502   | 499  | 572     | 1573    | -               | -                    | -                |

## التقويم
استخدام جميع الأوقات والتواريخ التوقيت في الصين (ت ع م+08:00)
| OC | حفل الافتتاح | ● | مسابقات الفعاليات | 1 | نهائيات الحدث | CC | حفل الختام |

| الحدث/التاريخ←           | الحدث/التاريخ←           | أكتوبر  | أكتوبر  | أكتوبر | أكتوبر | أكتوبر     | أكتوبر      | أكتوبر    | أكتوبر  | أكتوبر  | أكتوبر | أحداث  |
| الحدث/التاريخ←           | الحدث/التاريخ←           | 19 خميس | 20 جمعة | 21 سبت | 22 أحد | 23 الاثنين | 24 الثلاثاء | 25 أربعاء | 26 خميس | 27 جمعة | 28 سبت | أحداث  |
| ------------------------ | ------------------------ | ------- | ------- | ------ | ------ | ---------- | ----------- | --------- | ------- | ------- | ------ | ------ |
| الاحتفالات               | الاحتفالات               |         |         |        | OC     |            |             |           |         |         | CC     |        |
| Archery                  | Archery                  |         |         |        |        | ●          | ●           | 4         | 4       | 4       | 2      | 14+1   |
| Athletics                | Athletics                |         |         |        |        | 25         | 28          | 28        | 26      | 19      | 15     | 141+12 |
| Badminton                | Badminton                |         | ●       | ●      |        | ●          | ●           | ●         | 11      | 11      |        | 22     |
| Blind football           | Blind football           |         |         |        |        | ●          | ●           | ●         | ●       | ●       | 1      | 1      |
| Board games              | Chess                    |         |         |        |        | ●          | ●           | ●         | 12      | ●       | 12     | 24     |
| Board games              | Go                       |         |         |        |        | ●          | ●           | 2         | 1       |         |        | 3+1    |
| Boccia                   | Boccia                   |         |         | ●      |        | ●          | ●           | 8         | ●       | 3       |        | 11     |
| Canoeing                 | Canoeing                 |         |         |        |        | 5          | 5           |           |         |         |        | 10     |
| Cycling                  | Track                    |         |         |        |        | 5          | 6           | 4         |         |         |        | 15     |
| Cycling                  | Road                     |         |         |        |        |            |             |           | 8       | 7       |        | 15     |
| Goalball                 | Goalball                 |         |         |        |        | ●          | ●           | ●         | ●       | 2       |        | 2      |
| Judo                     | Judo                     |         |         |        |        | 5          | 5           | 6         |         |         |        | 16     |
| Lawn bowls               | Lawn bowls               |         |         | ●      |        | ●          | 2           | 10        | ●       | 6       |        | 18+6   |
| Powerlifting             | Powerlifting             |         |         |        |        | 3          | 4           | 4         | 4       | 3       | 2      | 20     |
| Rowing                   | Rowing                   |         |         |        |        |            |             |           | ●       |         | 5      | 5      |
| Shooting                 | Shooting                 |         |         |        |        | 3          | 3           | 2         | 2       | 3       |        | 13     |
| Sitting volleyball       | Sitting volleyball       |         |         |        |        | ●          | ●           | ●         | ●       | 2       |        | 2      |
| Swimming                 | Swimming                 |         |         |        |        | 19         | 21          | 19        | 18      | 20      |        | 97+44  |
| Table tennis             | Table tennis             |         |         |        | ●      | ●          | ●           | 21        | ●       | 8       | 7      | 36+1   |
| Taekwondo                | Taekwondo                |         |         |        |        | 3          | 4           | 3         |         |         |        | 10     |
| Wheelchair basketball    | Wheelchair basketball    | ●       | ●       | ●      |        |            | ●           | ●         | ●       | 2       |        | 2      |
| Wheelchair fencing       | Wheelchair fencing       |         |         |        |        | 4          | 2           | 4         | 2       | 4       | 2      | 18     |
| Wheelchair tennis        | Wheelchair tennis        |         |         |        |        | ●          | ●           | 2         | 3       | 1       |        | 6      |
| أحداث الميداليات اليومية | أحداث الميداليات اليومية |         |         |        |        | 72         | 80          | 117       | 91      | 95      | 46     | 501+65 |
| المجموع التراكمي         | المجموع التراكمي         |         |         |        |        | 72         | 152         | 269       | 360     | 455     | 501    | 501+65 |

المَصْدَر:

## جدول الميداليات
*   البلد المضيف ( الصين)
| المرتبة | NPC                            | ذهبية | فضية | برونزية | المجموع |
| ------- | ------------------------------ | ----- | ---- | ------- | ------- |
| 1       | الصين (CHN)*                   | 214   | 167  | 140     | 521     |
| 2       | إيران (IRI)                    | 45    | 45   | 42      | 132     |
| 3       | اليابان (JPN)                  | 42    | 49   | 59      | 150     |
| 4       | كوريا الجنوبية (KOR)           | 30    | 33   | 40      | 103     |
| 5       | إندونيسيا (INA)                | 29    | 30   | 37      | 96      |
| 6       | الهند (IND)                    | 28    | 32   | 49      | 109     |
| 7       | تايلاند (THA)                  | 27    | 26   | 55      | 108     |
| 8       | أوزبكستان (UZB)                | 25    | 24   | 30      | 79      |
| 9       | الفلبين (PHI)                  | 10    | 4    | 5       | 19      |
| 10      | هونغ كونغ (HKG)                | 8     | 15   | 24      | 47      |
| 11      | كازاخستان (KAZ)                | 8     | 12   | 21      | 41      |
| 12      | ماليزيا (MAS)                  | 7     | 15   | 17      | 39      |
| 13      | تايبيه الصينية (TPE)           | 4     | 4    | 12      | 20      |
| 14      | الإمارات العربية المتحدة (UAE) | 4     | 4    | 3       | 11      |
| 15      | الأردن (JOR)                   | 4     | 2    | 1       | 7       |
| 16      | العراق (IRQ)                   | 3     | 7    | 4       | 14      |
| 17      | سنغافورة (SGP)                 | 3     | 3    | 2       | 8       |
| 18      | سريلانكا (SRI)                 | 2     | 5    | 4       | 11      |
| 19      | السعودية (KSA)                 | 2     | 4    | 3       | 9       |
| 20      | منغوليا (MGL)                  | 2     | 3    | 3       | 8       |
| 21      | عمان (OMA)                     | 2     | 2    | 0       | 4       |
| 22      | فيتنام (VIE)                   | 1     | 10   | 9       | 20      |
| 23      | قيرغيزستان (KGZ)               | 1     | 2    | 1       | 4       |
| 24      | باكستان (PAK)                  | 1     | 0    | 0       | 1       |
| 25      | تيمور الشرقية (TLS)            | 0     | 1    | 0       | 1       |
| 26      | مينمار (MYA)                   | 0     | 0    | 3       | 3       |
| 27      | سوريا (SYR)                    | 0     | 0    | 2       | 2       |
| 28      | البحرين (BRN)                  | 0     | 0    | 1       | 1       |
| 28      | الكويت (KUW)                   | 0     | 0    | 1       | 1       |
| 28      | اليمن (YEM)                    | 0     | 0    | 1       | 1       |
| 28      | قطر (QAT)                      | 0     | 0    | 1       | 1       |
| 28      | ماكاو (MAC)                    | 0     | 0    | 1       | 1       |
| 28      | نيبال (NEP)                    | 0     | 0    | 1       | 1       |
| المجموع | المجموع                        | 502   | 499  | 572     | 1573    |

## المشاركة
كان من المتوقع أن تشارك 43 لجنة بارالمبية وطنية من الأعضاء في اللجنة البارالمبية الآسيوية.
انسحبت كوريا الشمالية من الألعاب بعد أن رفضت اللجنة البارالمبية الآسيوية السماح لها باستخدام رموزها الوطنية امتثالًا للعقوبات التي فرضتها الوكالة العالمية لمكافحة المنشطات (WADA). فرضت الوكالة العالمية لمكافحة المنشطات هذه العقوبات في أكتوبر 2021 بسبب عدم امتثال كوريا الشمالية للوائح مكافحة المنشطات. هذا يتناقض مع دورة الألعاب الآسيوية 2022 حيث سمح لكوريا الشمالية باستخدام رموزها من قبل المجلس الأولمبي الآسيوي على الرغم من العقوبات المفروضة من الوكالة العالمية لمكافحة المنشطات.
| اللجان البارالمبية الوطنية المشاركة |
| --- |
| - أفغانستان (19) - بنغلاديش (12) - البحرين (7) - بوتان (4) - بروناي (1) - كمبوديا (24) - الصين (439) (host) - هونغ كونغ (98) - الهند (309) - إندونيسيا (130) - إيران (209) - العراق (55) - اليابان (259) - الأردن (17) - كازاخستان (131) - كوريا الجنوبية (213) - الكويت (25) - قيرغيزستان (28) - لاوس (16) - لبنان (4) - ماكاو (18) - ماليزيا (98) - المالديف (5) - منغوليا (63) - مينمار (19) - نيبال (17) - عمان (7) - باكستان (11) - فلسطين (5) - الفلبين (72) - قطر (10) - السعودية (26) - سنغافورة (31) - سريلانكا (26) - سوريا (12) - تايبيه الصينية (93) - طاجيكستان (9) - تايلاند (314) - تيمور الشرقية (10) - تركمانستان (11) - الإمارات العربية المتحدة (42) - أوزبكستان (103) - فيتنام (71) - اليمن (4) |

## الترتيب النهائي
1. Archery[168]
2. Athletics[169]
3. Badminton[25]
4. Boccia[170]
5. Chess[171]
6. Canoe[172]
7. Cycling[173]
8. B Football[174]
9. Goalball[175]
10. Judo[176]
11. Bowls[177]
12. Go[178]
13. Powerlifting[179]
14. Rowing[180]
15. Shooting[181]
16. Swimming[182]
17. Taekwondo[183]
18. Table Tennis[184]
19. Volleyball[185]
20. Basketball[186]
21. Fencing[187]
22. Tennis[188]